# 안드레이 안드레예프

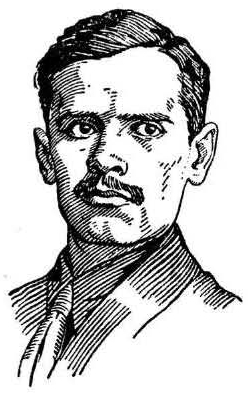

안드레이 안드레예비치 안드레예프(러시아어: Андрей Андреевич Андреев, 1895년 10월 30일 ~ 1971년 12월 5일)는 소련의 정치인이다.

## 생애
러시아 제국 스몰렌스크 현 쿠즈네초보(Kuznetsovo)에서 농부의 아들로 태어났다. 정식 교육을 받았던 시기는 짧았고 13세 시절에 모스크바로 이주했다. 1914년에는 상트페테르부르크로 이주하면서 러시아 사회민주노동당에 입당했다.
1917년에 2월 혁명을 맞은 이후에는 페트로그라드 금속 노동자 연합에서 활동했고 러시아 내전 시기에는 우랄산맥, 우크라이나 노동자 연합 회원으로 활동했다. 1920년에는 전러시아 노동조합 총연합의 서기장으로 임명되었고 1922년에는 철도 노동자 총연합회의 회장으로 임명되었다.
1922년부터 1961년까지 소련 공산당 중앙위원회 위원을 역임했으며 1924년에는 소련 공산당 서기국장으로 선출되었다. 1928년에는 소련 공산당 북캅카스 지역 위원회 제1서기로 임명되었고 1930년에는 인민위원회 의장 서리 겸 노농 검사 인민 위원회 위원으로 임명되었다. 1926년부터 1930년까지 소련 공산당 정치국 후보위원을 역임했으며 1932년부터 1952년까지 소련 공산당 정치국 위원을 역임했다.
1931년부터 1935년까지 소련 운수업 인민위원을 역임했고 1938년부터 1946년까지 소련 최고 소비에트 의장을 역임했다. 1946년부터 1953년까지 소련 농민 위원회 의장을 역임했고 1946년에는 소련 각료평의회 부의장을 역임했다.
1957년에는 소련-중국 우호 협회의 회장을 역임했으며 1962년에는 소련 최고 회의 간부회 의장 고문을 역임했다. 소련 정부로부터 레닌 훈장, 10월 혁명 훈장 등을 받았고 1971년 12월 5일 모스크바에서 사망했다.